# Gerhard Schulze (Politiker, 1919)
Gerhard Schulze (* 1. September 1919 in Berlin; † 10. August 2006 ebenda) war ein deutscher Politiker der (CDU). Er war von 1955 bis 1981 Bezirksstadtrat von Berlin-Kreuzberg und von 1981 bis 1990 Mitglied im Deutschen Bundestag.

## Leben
Der gelernte Drogist trat nach der Rückkehr aus dem Zweiten Weltkrieg 1946 in die CDU ein. Schulze engagierte sich in karitativen Organisationen, der evangelischen Kirche und seinem Wohnbezirk Berlin-Kreuzberg.

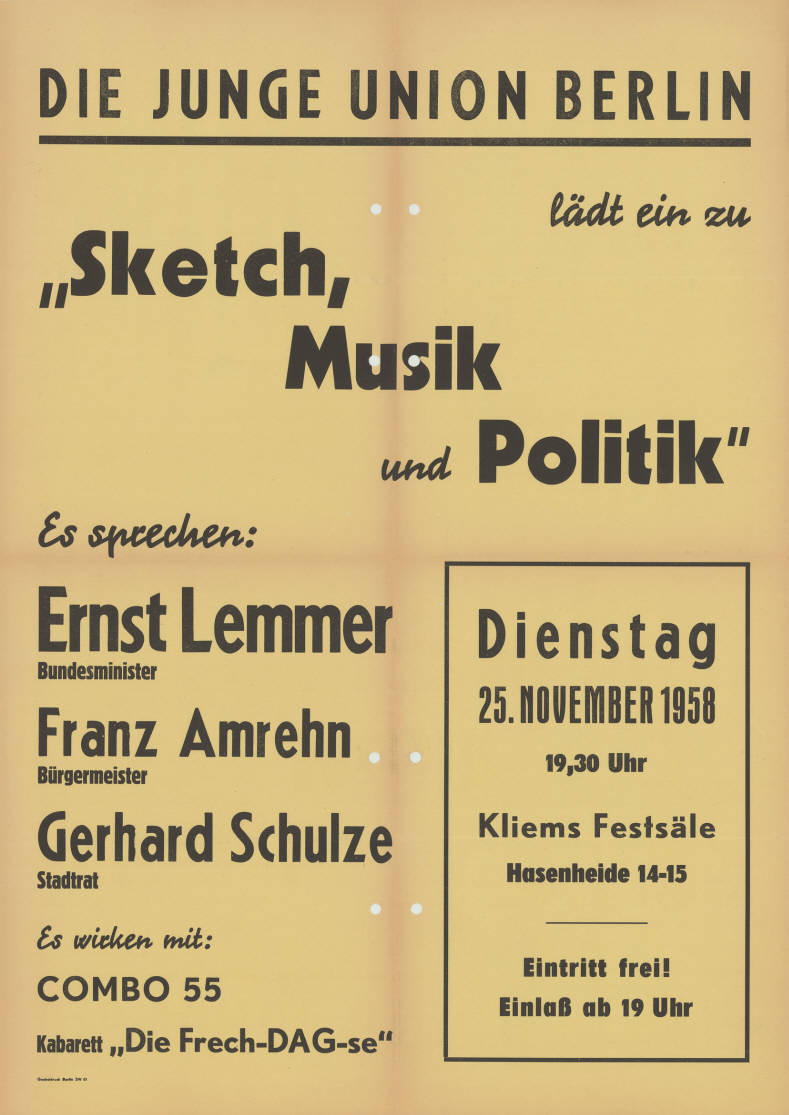
Ankündigungsplakat der Jungen Union Berlin im November 1958: Ernst Lemmer, Franz Amrehn und Gerhard Schulze

Schulze war seit 1946 Mitglied der CDU. Von 1948 bis 1955 war er Mitglied der Bezirksverordnetenversammlung von Berlin-Kreuzberg. In den Wahlen 1954 und 1958 war er jeweils kurzzeitig Mitglied des Berliner Abgeordnetenhauses. Von 1955 bis 1981 war Gerhard Schulze Bezirksstadtrat für Wirtschaft im Bezirk Kreuzberg. Kommunalpolitisch setzte er sich für den Erhalt des Martin-Gropius-Baus und der Ruine des Anhalter Bahnhofs ein. Des Weiteren unterstützte Schulze mittelständische Betriebe.
Als Nachrücker für Eberhard Diepgen zog Schulze am 4. Februar 1981 in den Deutschen Bundestag ein und gehörte diesem bis 1990 an.
Gerhard Schulze starb 2006 im Alter von 86 Jahren in Berlin. Sein Grab befindet sich auf dem Friedhof I der Jerusalems- und Neuen Kirche in Berlin-Kreuzberg.

## Auszeichnungen
- 1969 Verdienstkreuz am Bande
- 1974 Verdienstkreuz Erster Klasse
- 1989 Großes Verdienstkreuz des Bundesverdienstkreuzes
- 1994 Würde eines Stadtältesten von Berlin